# Segalara
Segalara è una piccola località del comune di Sala Baganza, in provincia di Parma.
Il centro abitato dista 3,94 km dal capoluogo.

## Geografia fisica

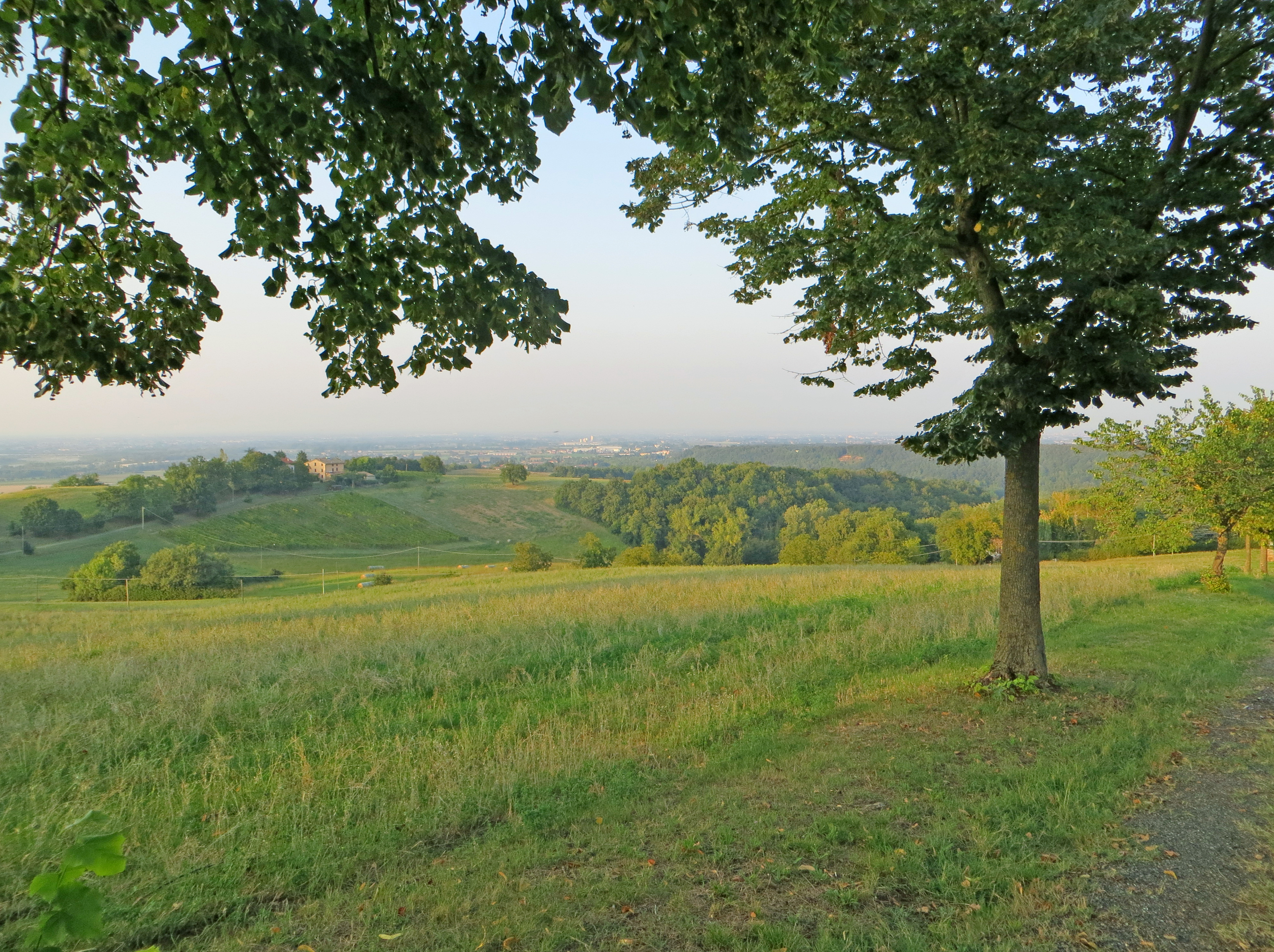
Panorama sulla pianura dal borgo

Il piccolo centro abitato, adiacente alla frazione di Talignano e al Parco naturale regionale dei Boschi di Carrega, sorge alla quota di 245 m s.l.m., sulla sommità del colle appenninico di Segalara, che divide la valle del fiume Taro dalla piccola valle del torrente Scodogna, suo affluente destro; nella zona sono presenti numerosi reperti fossili.

## Origini del nome
L'origine del toponimo è presumibilmente latina, dal termine secale, col significato di segala; è probabile che in antichità il colle, grazie alla sua esposizione favorevole, fosse ricoperto da piantagioni di tale cereale.

## Storia
I primi insediamenti abitati sul colle di Segalara risalgono probabilmente all'età romana, quando la zona, grazie alla sua esposizione, si prestava alla coltivazione della segala, all'epoca diffusa in alternativa al frumento.
La posizione dominante sulla val Taro rendeva la cima del rilievo ideale per la costruzione di un fortilizio difensivo, che vi fu eretto forse già in età bizantina.
Tuttavia, il più antico documento che faccia riferimento alla fortificazione è quasi certamente un atto notarile di compravendita risalente al 3 febbraio 1034, in cui tal Alberto alienò a un sacerdote di nome Rodolfo i beni da lui posseduti in Castro Taloniano; nonostante vi sia menzionato l'adiacente borgo di Talignano, il castello è identificabile con forte probabilità proprio nel maniero di Segalara. Il fortilizio fu menzionato anche nel 1054, nel rogito notarile che ne sancì la vendita da parte di Alberto da Viarolo, figlio di Maginfredo, al suo familiare Rodolfo da Viarolo.
La località fu nominata nel 1187 in una bolla emanata dal papa Gregorio VIII, che confermò al monastero di San Paolo di Parma il possesso di numerosi beni nel Parmense, tra cui alcune terre a Segalaria.
In epoca imprecisata il territorio passò sotto il controllo dei conti Sanvitale, che ne risultavano proprietari nel 1258, ma in seguito subentrarono i Rossi, forse già alla fine del XIII secolo; il più antico documento che colleghi la famiglia a Segalara è il testamento del 29 giugno 1290 del prevosto Ugo Rossi, che istituì quattro benefici, tra cui quello relativo all'oratorio di Segalara.
Nel 1303, i Rossi, cacciati da Parma da Giberto III da Correggio, trovarono riparo nei loro possedimenti di Collecchio, Neviano e Segalara, ma due anni dopo, in seguito all'uccisione di un inviato di Giberto per mano di Palamede Rossi, le truppe correggesche conquistarono e distrussero i tre fortilizi rossiani. I Rossi ritornarono a Segalara nel 1316, dopo l'allontanamento di Giberto da Parma, e ricostruirono il maniero.
Nel XV secolo la zona continuò a essere teatro di scorrerie, che provocarono danni alla popolazione; per questo motivo, nel 1440 gli abitanti furono esentati dal pagamento delle imposte. Nel 1481 Pier Maria II de' Rossi fece munire il palazzo fortificato, in vista della guerra contro il ducato di Milano, ma l'anno seguente, a conflitto già iniziato, il Conte morì, lasciando Segalara e altre terre al figlio naturale Bertrando; quest'ultimo, alleatosi con Ludovico il Moro, al termine degli scontri mantenne il possesso di tutte le proprietà ereditate dal padre, mentre i fratelli furono costretti alla fuga.
In seguito alla morte di Bertrando senza eredi diretti nel 1502, le sue proprietà passarono al nipote Troilo I de' Rossi, marchese di San Secondo.
Nel 1635 ebbe fine il lungo dominio dei Rossi su Segalara, in quanto il duca di Parma Odoardo I confiscò a Troilo IV tutti i suoi beni. Nel 1653 Scipione I de' Rossi si impegnò a versare un'ingente somma alla Camera ducale in cambio della restituzione delle proprietà appartenute al fratello, ma non fu in grado di ottemperare al pagamento e nel 1665 rinunciò ufficialmente a tutti i feudi appenninici, tra cui Segalara.
Nel 1682 la Camera ducale alienò al marchese Gian Antonio Canossa la tenuta di Segalara, senza però cedere i diritti politici o fiscali sulla zona, amministrata dalla comunità del luogo.

## Monumenti e luoghi d'interesse

### Castello

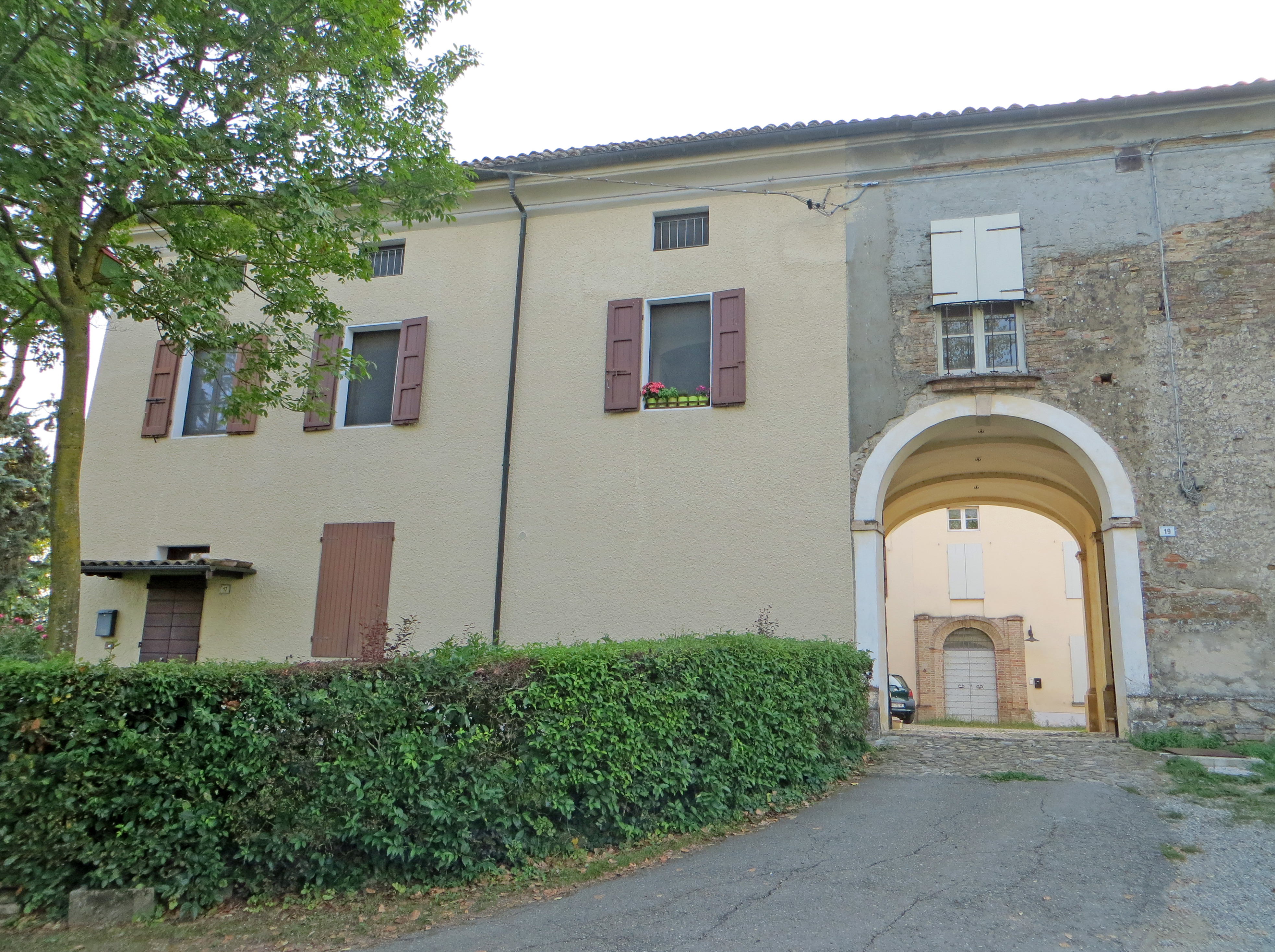
Facciata nord-est del castello

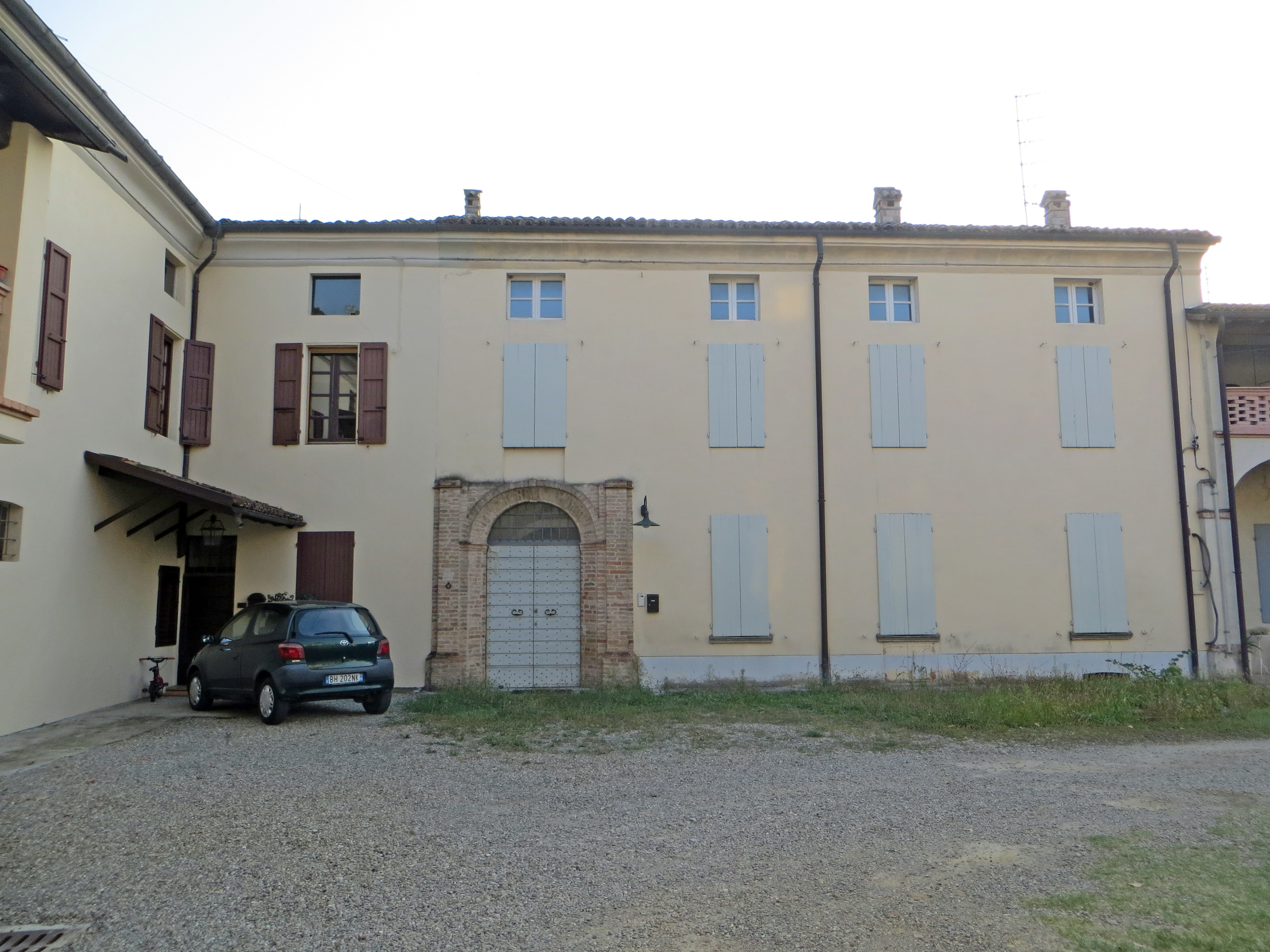
Lato sud-ovest della corte del castello

Edificato originariamente forse già in età bizantina, il castello, menzionato per la prima volta nell'XI secolo, passò in seguito sotto il controllo dei Sanvitale, per essere acquisito verso la fine del XIII secolo dai Rossi; distrutto nel 1305 dalle truppe di Giberto da Correggio, fu ricostruito dai Rossi dopo il 1316; fortificato dal conte Pier Maria nel 1481, fu ereditato l'anno seguente dal figlio Bertrando, alleatosi con Ludovico il Moro contro i propri fratelli; trasmesso nel 1502 al nipote Troilo, fu rinforzato nel 1547 dai suoi eredi; trasformato nel tempo in palazzo nobiliare con annessa corte rurale, fu confiscato nel 1635 a Troilo IV de' Rossi dal duca Odoardo I Farnese, ma riacquistato nel 1653 da Scipione de' Rossi, che tuttavia nel 1665 fu costretto a restituirlo alla Camera ducale a causa dell'impossibilità di ottemperare al pagamento del suo debito; alienato nel 1682 al marchese Gian Antonio Canossa, fu ristrutturato in stile neoclassico nel 1765; venduto nel 1799 a Giuseppe Franceschi dalle eredi dell'ultimo discendente della casata, fu successivamente frazionato in più unità immobiliari e diviso tra diversi proprietari. L'edificio a corte, sviluppato su una pianta a U, conserva intatto il portale ad arco a tutto sesto in laterizio dell'antico maniero; a lato del settecentesco androne d'ingresso, sorge il neoclassico oratorio della Concezione di Maria Vergine, coronato da un piccolo campanile in mattoni.